# Virtual private server
In ambito informatico, con virtual private server (comunemente VPS) ci si riferisce ad una singola istanza di un sistema che viene eseguito in ambiente virtuale. Più VPS possono essere eseguiti contemporaneamente sullo stesso hardware (host computer) e, in base alle implementazioni dell'hypervisor, possono essere migrati (in alcuni casi anche senza interruzione del servizio) su un differente host.

## Descrizione
Questa tecnica consente di ospitare più sistemi in esecuzione, anche con sistemi operativi differenti, sullo stesso hardware potendo risparmiare sui costi delle infrastrutture. Esistono numerose modalità di implementazione dei VPS, che corrispondono ad altrettante tecniche di virtualizzazione . Nelle principali implementazioni di virtualizzazione i VPS sono eseguiti in assoluta indipendenza: i processi di un contenitore non sono accessibili per gli altri, così pure per il filesystem. A seconda dell'implementazione dell'hypervisor e delle politiche impostate i singoli VPS possono disporre di quantità di risorse (CPU, memoria RAM, spazio sul disco rigido, velocità di comunicazione su ethernet) fisse o variabili, o impiegare un sistema intermedio con quote di differenti livelli (periodo di basso utilizzo del sistema, periodo di sovraccarico).

### Ambiti di utilizzo
Grazie alla elevata scalabilità, l'esecuzione isolata dei contenitori e la possibilità di migrazione su un differente host i VPS sono sempre più impiegati nell'ambito degli internet provider che offrono servizi web o servizi di rete di base (e-mail, ftp, etc.). Esistono anche pacchetti commerciali dove vengono offerti singoli VPS che possono essere utilizzati dalle aziende per remotizzare i propri servizi, anche locali attraverso VPN.
La gestione dei VPS varia in funzione del sistema operativo installato e dell'offerta commerciale, in caso di servizio a pagamento. Tipicamente sono impiegati dei tool web-based che consentono la completa gestione dei sistemi. Tuttavia non mancano implementazioni in cui l'amministrazione è effettuata attraverso connessione ssh o con desktop remoto, oppure attraverso vps-kvm.
Nelle aziende medio/grandi il VPS sta rapidamente soppiantando l'impiego dei personal computer. Agli utenti vengono messi a disposizione dei terminali, come ad esempio il thin client, che si collegano a singoli VPS (ciascun dipendente ha il proprio VPS) eseguito su una infrastruttura centralizzata (tipicamente un cluster HA). Sotto certi punti di vista questo può essere visto come un ritorno alle architetture centralizzate di tipo mainframe.